# Fähren Bremen–Stedingen

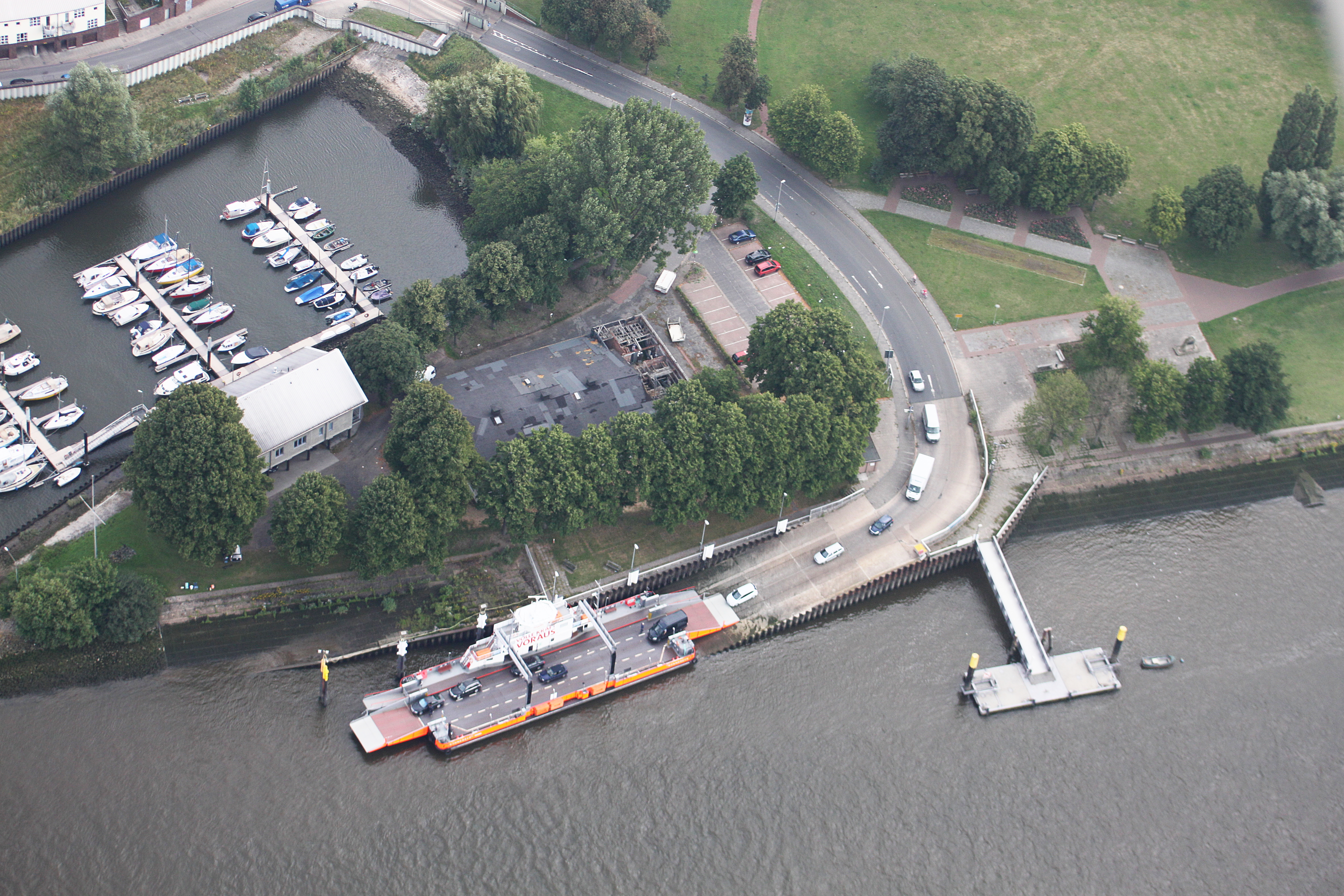
Fähranleger Blumenthal

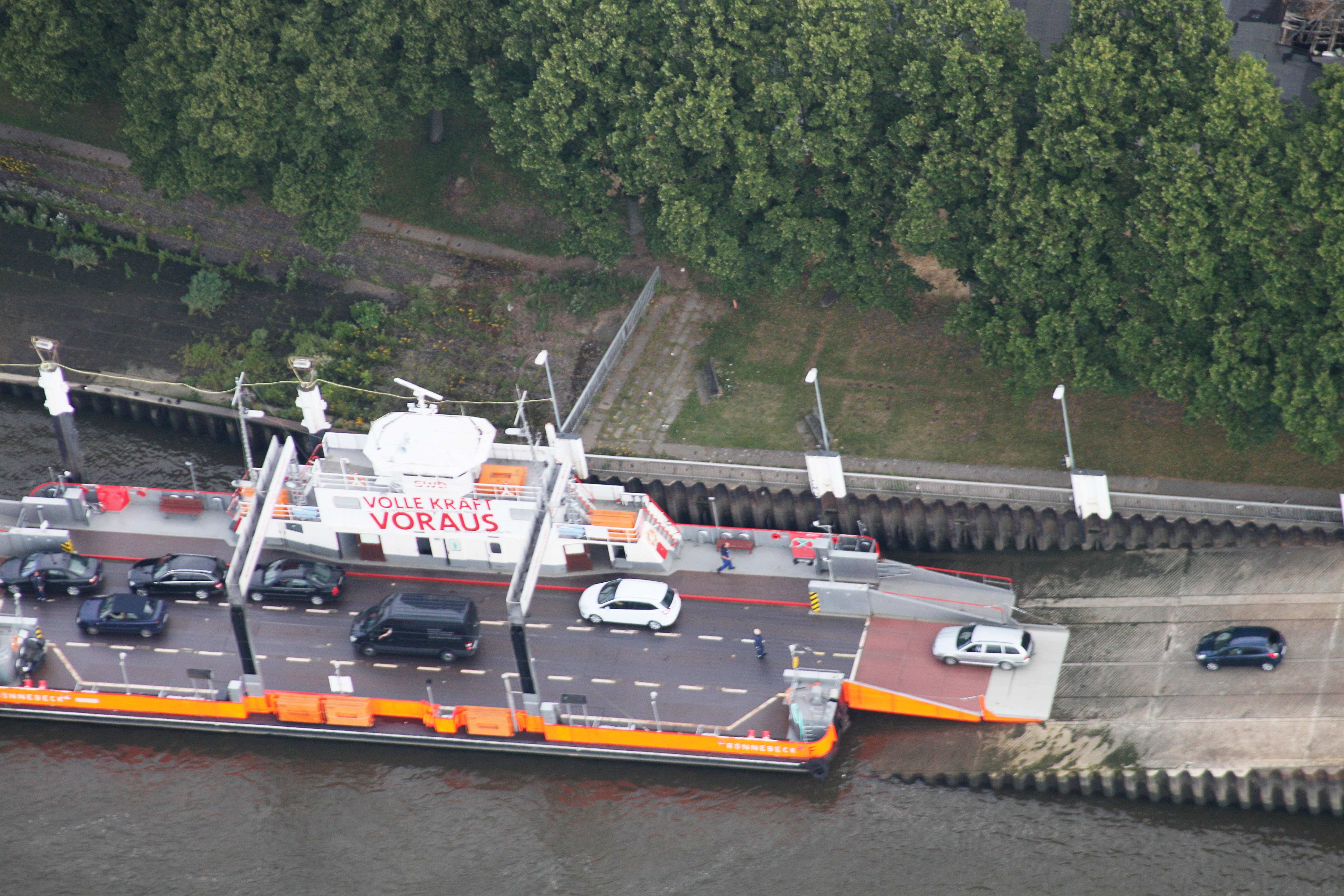
Auto- und Personenfähre Rönnebeck

Die Fähren Bremen-Stedingen GmbH (FBS) ist eine Fährgesellschaft, die Fährverbindungen zwischen dem Bremer und dem niedersächsischen Weserufer betreibt.
Diese betreibt die Fährstellen:
- Berne–Farge,
- Blumenthal–Motzen und
- Vegesack–Lemwerder

Die Anteilseigner des Unternehmens sind die Stadt Bremen und der Landkreis Wesermarsch. Die FBS beschäftigt zurzeit etwa 80 Mitarbeiter.

## Entstehung des Unternehmens
Bereits seit mehreren Jahrhunderten bestehen Fährverbindungen auf der Weser. Die Fährstellen wurden jedoch von verschiedenen Unternehmen betrieben. Die Fährstellen Blumenthal ↔ Motzen und Berne ↔ Farge waren bereits vor der Gründung der FBS als Schnelllastfähre Berne-Farge GmbH zusammengeschlossen. Die Fährverbindung Vegesack–Lemwerder wurde vom Fährbetrieb Niekamp betrieben. Zu dieser Zeit gab es aber bereits die Vereinbarung, dass z. B. Zehnerkarten, die in Vegesack gekauft wurden, auch in Blumenthal Gültigkeit besaßen, dies geschah jedoch ohne finanziellen Ausgleich, da man dachte, dass sich das Verhältnis ungefähr die Waage hält. 1993 wurde dann die Fähren Bremen-Stedingen GmbH gegründet.

## Die Fährstellen
Zwei der drei Fährstellen werden rund um die Uhr bedient.

### Berne ↔ Bremen-Farge
Lage

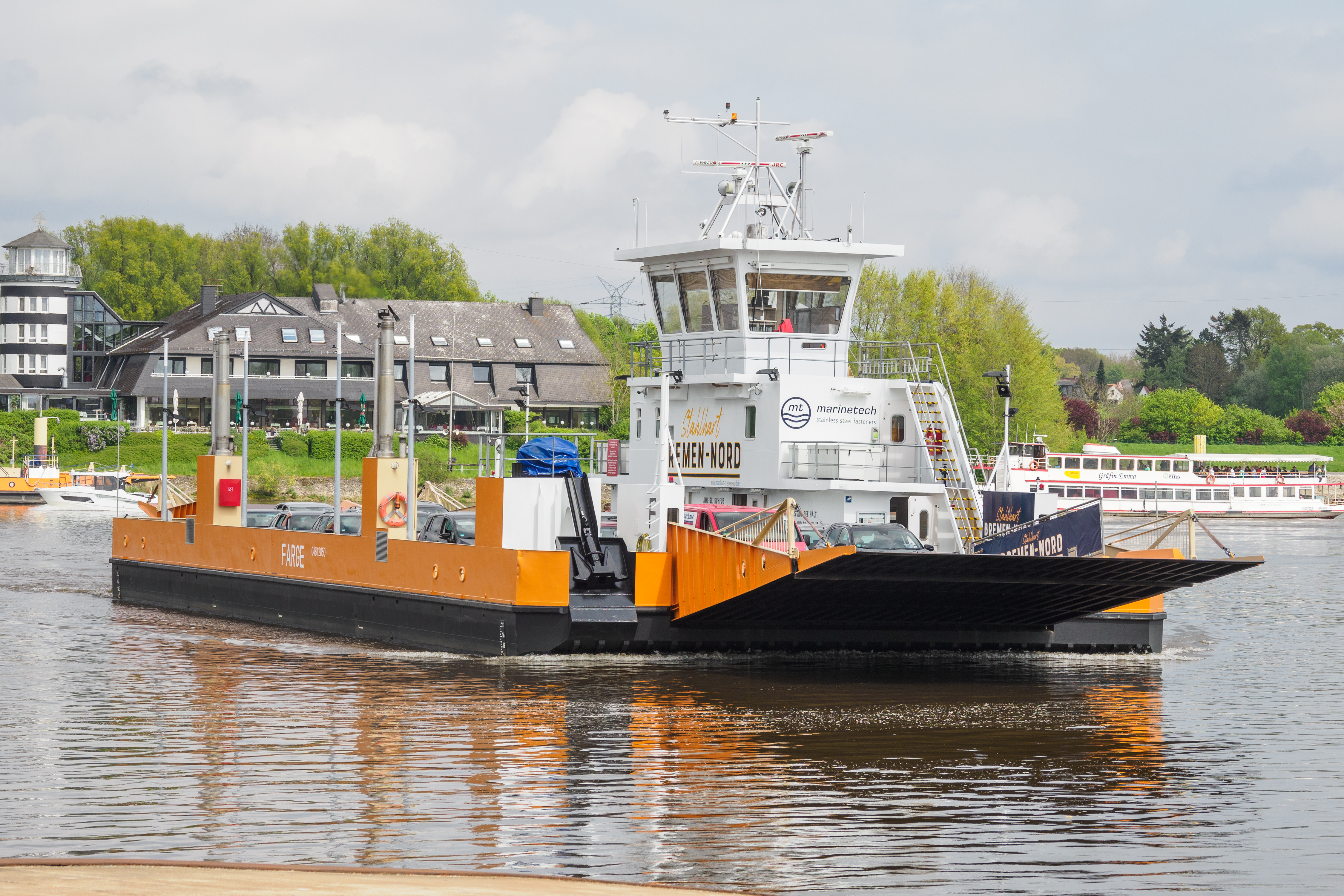
MF "Farge" vor Farge

Dies ist die nördlichste der Fährstellen. Hier werden die Fährschiffe Farge und Juliusplate eingesetzt, sodass zu den Hauptverkehrszeiten von jedem Ufer alle 10 Minuten eine Überfahrt stattfinden kann. Ansonsten wird entweder im 20-Minuten-Takt, im 30-Minuten-Takt bzw. nachts im Stundentakt gefahren.

### Blumenthal ↔ Motzen
Lage
Hier wird das Fährschiff Stedingen eingesetzt. Zu den Hauptzeiten legt das Fährschiff im 15-Minuten-Takt von den jeweiligen Ufern ab, ansonsten alle 20 Minuten. Von 22 Uhr bis 5 Uhr morgens wird der Fährbetrieb eingestellt.

### Vegesack ↔ Lemwerder
Lage

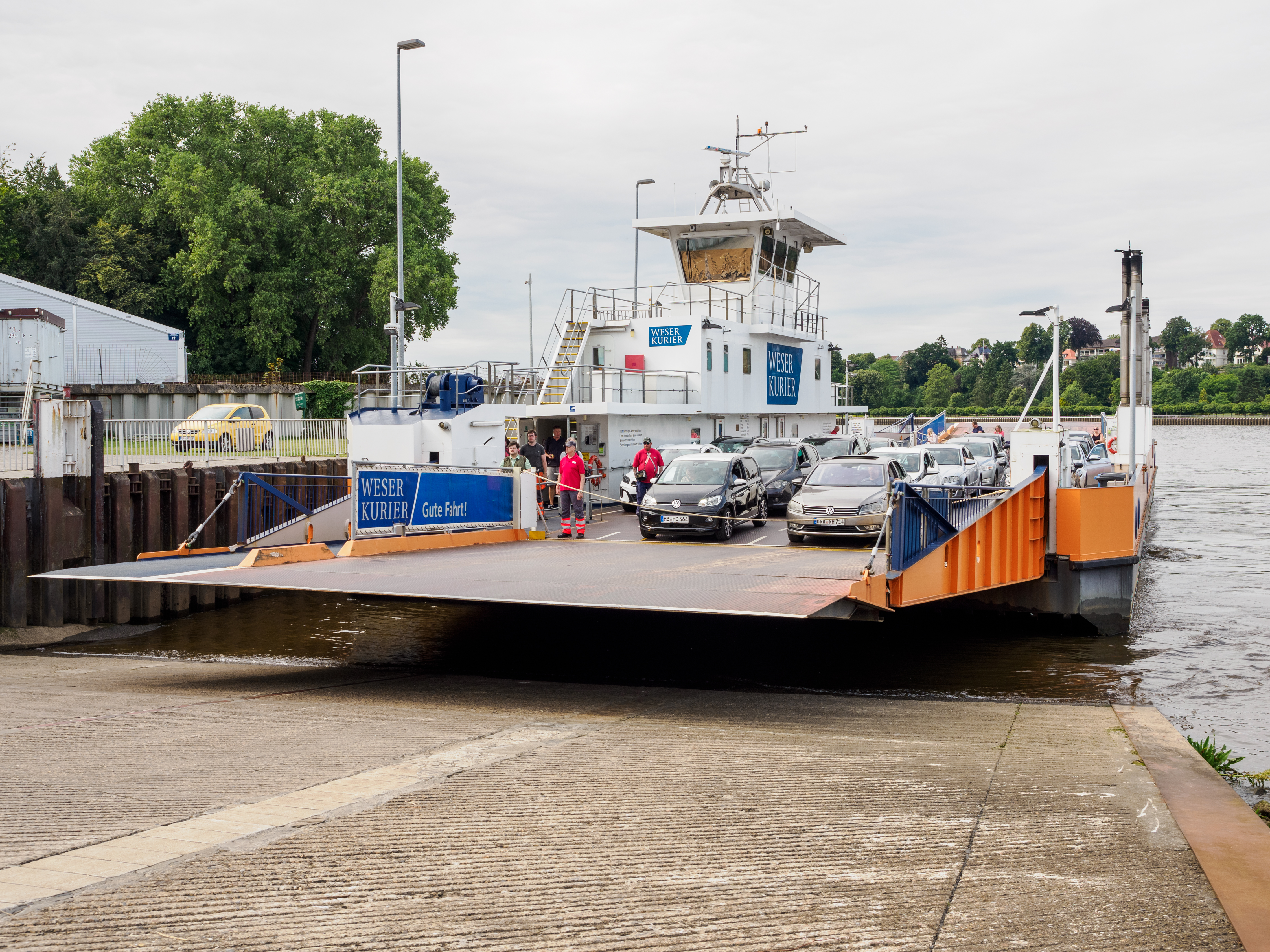
Anleger Lemwerder

Diese Verbindung ist die am stärksten frequentierte. Hier werden werktags zwischen 6:00 Uhr und 20:00 Uhr zwei große Fähren eingesetzt, die Vegesack sowie die Lemwerder II. Somit kann hier wie in Farge im 10-Minuten-Takt gefahren werden. An Wochenenden wird im 20-Minuten-, im 30-Minuten- bzw. nachts im Stundentakt gefahren. Diese Fährstelle wird besonders auch von Fußgängern und Fahrradfahrern genutzt.

## Die Fähren
Folgende Doppelendfähren sind oder waren im Einsatz:
| Schiffsname  | ENI      | Baujahr | Bauwerft        | Kapazität | Bemerkungen | Bild |
| ------------ | -------- | ------- | --------------- | --------- | --- | ---- |
| Berne-Farge  | ohne     | 1983    | Fassmer         | 20 Pkw    | 2017 nach Irland verkauft und dort als Frazer Mariner in Fahrt |      |
| Farge        | 04812850 | 2018    | SET Tangermünde | 26 Pkw    | Hybridantrieb |      |
| Juliusplate  | 04808670 | 1995    | Kröger-Werft    | 26 Pkw    | Gefahrgut- und Schwertransport geeignet |      |
| Lemwerder    | 04809650 | 1967    | Schweers        | 30 Pkw    | 2011 durch Lemwerder II ersetzt und bis zum Verkauf als Reservefähre behalten. Im August 2013 an die Heinrich Rönner Gruppe verkauft und danach zum Mehrzweckschiff BHV Supplier umgebaut. Seit Mai 2022 unter dem Namen ColumbusHopper in Bremerhaven als temporärer Ersatz der zerstörten Nordschleusenbrücke im Einsatz. |      |
| Lemwerder II | 04808750 | 2011    | SET Tangermünde | 30 Pkw    | |      |
| Rönnebeck    | 04808940 | 1975    | Fassmer         | 24 Pkw    | Seit Dezember 2014 Reservefähre |      |
| Stedingen    | 04811450 | 2014    | SET Tangermünde | 26 Pkw    | |      |
| Vegesack     | 04810560 | 1992    | Schweers        | 32 Pkw    | Zuvor bis zum 20. Januar 2004 als Dedesdorf auf der Fährverbindung Kleinensiel↔Dedesdorf im Einsatz |      |

## Besondere Vorkommnisse
Am Abend des 24. April 2008 kam es zu einer Kollision zwischen der Rönnebeck und dem Binnenschiff Vivarium. Das Binnenschiff rammte die Rönnebeck etwa mittig und beschädigte die Fähre. Auf der Fassmer-Werft konnte die Rönnebeck jedoch innerhalb einer Woche repariert werden. Während der Ausfallzeit verkehrte die Berne-Farge zwischen Blumenthal und Motzen.
In der Nacht vom 5. auf den 6. August 2011 riss sich die Lemwerder II offenbar durch den Sog eines vorbeifahrenden Schiffes von ihrem Liegeplatz los und kollidierte in der Einfahrt zum Vegesacker Hafen mit einem dort liegenden Schiff. Es entstand Sachschaden. Der Besatzung der auf der Strecke zwischen Vegesack und Lemwerder verkehrenden Fähre Vegesack, die den Vorfall bemerkte, gelang es, das führerlose Schiff an den Liegeplatz zurückzubringen.
Am 1. Oktober 2011 wurde die Fähre Berne-Farge durch Wellenbildung einer vorbeifahrenden Megayacht am Anleger Berne gegen die Spundwand gedrückt und beschädigt. Ein Fahrgast zog sich dabei eine Verletzung am Bein zu.